# Hydrobiosis lindsayi
Hydrobiosis lindsayi là một loài Trichoptera trong họ Hydrobiosidae. Chúng phân bố ở miền Australasia.